# 연예진
연예진(본명: 이현주, 1992년 11월 25일 ~ )은 대한민국의 트로트 가수이다. 트로트 걸그룹 레이디티 전 멤버.

## 학력
- 한국예술원 보컬학과 (졸업)

## 음반
- 2016년 만월
- 2016년 지워지지 않아
- 2016년 그랬잖아
- 2017년 그대가 좋아
- 2017년 Call me Call me
- 2017년 화양연화
- 2017년 해운대 연인들

## 수상
- 2013년 제17회 박달가요제 인기상
- 2013년 전국노래자랑 충주시 편 최우수상
- 2013년 전국노래자랑 연말결선 우수상
- 2014년 대한민국 창작 향토가요제 대상 수상
- 2015년 권혜경가요제 대상 수상
- 2015년 왕평가요제 우수상
- 2015년 고복수가요제 은상 수상
- 2015년 낙동가요제 가창상
- 2023.08.16. 《2023 자랑스러운 한국인 100인 대상》

## 경력
- 2019.04. ~ 2022.03. 걸그룹 레이디티 멤버